# Polykarpus Erik Cronhielm
Polykarpus Erik Cronhielm af Hakunge, född 30 januari 1797 på Ryds herrgård, död 21 november 1856 i Falun, var en svensk greve, militär och ämbetsman. Han var son till Carl Emil Cronhielm och far till Axel August Cronhielm.
Polykarpus Erik Cronhielm blev kadett vid Karlberg 1812 och erhöll artilleriofficersexamen vid Svea artilleriregemente 1814. Samma år blev han underlöjtnant vid Vendes artilleriregemente, 1825 löjtnant och 1833 kapten. År 1831 invaldes han som ledamot av Kungliga Krigsvetenskapsakademien. I slutet av 1833 blev Cronhielm major vid Västgötadals regemente, 1836 riddare av Svärdsorden och 1838 överstelöjtnant och förste major vid Västgötadals regemente. År 1847 blev han överste och regementschef för samma regemente. Cronhielm blev 1848 riddare av Dannebrogorden och var 1853–1856 landshövding i Kopparbergs län. År 1855 mottog han Karl XIV Johans medalj.